# Sukamanah (Karangtengah)
Sukamanah is een bestuurslaag in het regentschap Cianjur van de provincie West-Java, Indonesië. Sukamanah telt 8305 inwoners (volkstelling 2010).